# HTV Awards
HTV Awards (tên gọi khác: Giải thưởng truyền hình HTV) là giải thưởng thường niên được khởi xướng từ 2006 & tổ chức từ năm 2007, giải thưởng do Đài Truyền hình Thành phố Hồ Chí Minh khởi xướng và tổ chức nhằm tôn vinh những nghệ sĩ thuộc các lĩnh vực: Điện ảnh, Sân khấu và Ca nhạc được khán giả của đài HTV yêu thích nhất trong năm. Đối với danh hiệu, mỗi hạng mục sẽ gồm 5 ứng cử viên, và khán giả xem đài sẽ là người quyết định những nghệ sĩ nào được vinh danh trong đêm trao giải được tổ chức hoành tráng và trang trọng trên sóng HTV bằng cách soạn tin nhắn hoặc bình chọn online trên website.
Lễ trao giải thưởng thường diễn ra vào khoảng từ tháng 3 - tháng 5. Lễ trao giải lần thứ 10 diễn ra vào ngày 23 tháng 4 năm 2016, tại Nhà thi đấu Phan Đình Phùng. Vào khoảng 5 mùa giải đầu, Giải thưởng được tổ chức tại Nhà hát Đài Truyền hình Thành phố Hồ Chí Minh, từ mùa giải thứ 6 trở về sau tổ chức tại Nhà thi đấu Phan Đình Phùng

## Giới thiệu
Các nghệ sĩ nhận được đề cử Giải thưởng truyền hình HTV phải tham gia trong các chương trình truyền hình của HTV trong năm, hoạt động trong những tổ chức nghệ thuật chuyên môn, có đóng góp thiết thực cho việc phát triển truyền hình Thành phố Hồ Chí Minh trong năm và phải có tư cách đạo đức nghề nghiệp, được khán giả yêu thích và công nhận.
Đối với danh hiệu, mỗi hạng mục sẽ gồm 5 ứng cử viên, và khán giả xem đài sẽ là người quyết định những nghệ sĩ nào được vinh danh trong đêm trao giải được tổ chức hoành tráng và trang trọng trên sóng HTV bằng cách soạn tin nhắn hoặc bình chọn online trên website. Những nghệ sĩ muốn tranh giải Nghệ sĩ cống hiến phải do chính đài truyền hình Thành phố Hồ Chí Minh đề cử và phải tích cực tham gia hoạt động trong lĩnh vực nghệ thuật với HTV. Với giải Nghệ sĩ thân thiện do nhà tài trợ trao tặng, ứng cử viên có mặt trong danh sách Top 3 của giải do khán giả và nhà báo bình chọn trong năm nay, đồng thời tích cực tham gia các hoạt động từ thiện của HTV.
Trước khi trao giải vào khoảng 2 tháng, đài truyền hình sẽ tổ chức những chương trình phát sóng các đề cử cũng như phỏng vấn các nghệ sĩ về giải thưởng.

## Các giải thưởng và nghệ sĩ đoạt giải

### Ca nhạc
- Nam, nữ ca sĩ được yêu thích nhất

| Năm  | Nam ca sĩ được yêu thích nhất | Nữ ca sĩ được yêu thích nhất | Nhóm nhạc được yêu thích nhất    |
| ---- | ----------------------------- | ---------------------------- | -------------------------------- |
| 2007 | Đan Trường                    | Mỹ Tâm                       | MTV                              |
| 2008 | Đan Trường                    | Mỹ Tâm                       | Mây Trắng                        |
| 2009 | Đan Trường                    | Hồ Ngọc Hà                   | Mây Trắng                        |
| 2010 | Đàm Vĩnh Hưng                 | Mỹ Tâm                       | không trao giải cho hạng mục này |
| 2011 | Đàm Vĩnh Hưng                 | Cẩm Ly                       | không trao giải cho hạng mục này |
| 2012 | Đàm Vĩnh Hưng                 | Hồ Ngọc Hà                   | không trao giải cho hạng mục này |
| 2013 | Noo Phước Thịnh               | Văn Mai Hương                | không trao giải cho hạng mục này |
| 2014 | Noo Phước Thịnh               | Văn Mai Hương                | không trao giải cho hạng mục này |
| 2015 | Noo Phước Thịnh               | Đông Nhi                     | không trao giải cho hạng mục này |
| 2016 | Noo Phước Thịnh               | Đông Nhi                     | không trao giải cho hạng mục này |

### Điện ảnh
- Nam, nữ diễn viên điện ảnh được yêu thích nhất:

| Năm  | Nam diễn viên điện ảnh được yêu thích nhất | Nữ diễn viên điện ảnh được yêu thích nhất |
| ---- | ------------------------------------------ | ----------------------------------------- |
| 2007 | Kinh Quốc                                  | Tăng Thanh Hà                             |
| 2008 | Thanh Phương (†)                           | Minh Hằng                                 |
| 2009 | Lương Thế Thành                            | Thanh Thuý                                |
| 2010 | NSND Thanh Nam                             | Ngân Khánh                                |
| 2011 | Hoà Hiệp                                   | Minh Hằng                                 |
| 2012 | Bình Minh                                  | Nhật Kim Anh                              |
| 2013 | Nhan Phúc Vinh                             | Lê Bê La                                  |
| 2014 | Huy Khánh                                  | Ngọc Lan                                  |
| 2015 | Lương Thế Thành                            | Ngân Khánh                                |
| 2016 | Hứa Vĩ Văn                                 | Chi Pu                                    |

### Sân khấu
| Năm  | Diễn viên kịch nói được yêu thích nhất      | Nghệ sĩ hài được yêu thích nhất             | Diễn viên cải lương được yêu thích nhất    | Chú thích |
| ---- | ------------------------------------------- | ------------------------------------------- | ------------------------------------------ | --------- |
| 2007 | NSƯT Thành Lộc; Thanh Thủy                  | Việt Hương                                  |                                            | [ 1 ]     |
| 2008 | Ốc Thanh Vân                                | Trung Dân                                   | NSƯT Quế Trân                              | [ 2 ]     |
| 2009 | Thanh Thúy                                  | Phương Dung                                 | NSƯT Thanh Ngân                            | [ 3 ]     |
| 2010 | NSND Kim Xuân                               | Thuý Nga                                    | NSƯT Thanh Ngân                            | [ 4 ]     |
| Năm  | Nghệ sĩ hài và kịch nói được yêu thích nhất | Nam diễn viên cải lương được yêu thích nhất | Nữ diễn viên cải lương được yêu thích nhất | Chú thích |
| 2011 | Thanh Thủy                                  | Trọng Phúc                                  | NSƯT Quế Trân                              | [ 5 ]     |
| 2012 | Quý Bình                                    | Võ Minh Lâm                                 | NSƯT Quế Trân                              | [ 6 ]     |
| 2013 | Hoài Linh                                   | Võ Minh Lâm                                 | NSND Lệ Thủy                               | [ 7 ]     |
| 2014 | Hoài Linh                                   | Tấn Giao                                    | Phượng Loan                                | [ 8 ]     |
| Năm  | Diễn viên kịch nói được yêu thích nhất      | Nghệ sĩ hài được yêu thích nhất             | Diễn viên cải lương được yêu thích nhất    | Chú thích |
| 2015 | Lê Phương                                   | Trường Giang                                | Phượng Loan                                | [ 9 ]     |
| 2016 |                                             | Trấn Thành                                  | NSƯT Kim Tử Long                           |           |